# Tsinga (Indonésie)
Pour les articles homonymes, voir Tsinga.
Tsinga ou Singa est un village d'Indonésie situé en Nouvelle-Guinée occidentale, dans le kabupaten de Mimika.

## Géographie
Tsinga se trouve dans l'est de l'Indonésie, sur l'île de Nouvelle-Guinée, dans le kabupaten de Mimika de la province de Papouasie. Il se situe dans la chaîne de Sudirman des monts Maoke, dans la vallée de la rivière Nasura, juste avant sa confluence avec la rivière Tsing.
Le village était utilisé comme halte pour les alpinistes qui se rendaient au Puncak Jaya,,, le point culminant de ces montagnes, de l'Indonésie, de l'Océanie et l'un des sept sommets, qui se trouve à une dizaine de kilomètres à vol d'oiseau au nord.

## Démographie
Le village est habité par des Papous de l'ethnie des Amungme.